# Udo Moser
Udo Moser es un deportista austríaco que compitió en vela en la clase Soling. Ganó dos medallas en el Campeonato Europeo de Soling, bronce en 2006 y plata en 2009.

## Palmarés internacional
| Campeonato Europeo | Campeonato Europeo | Campeonato Europeo | Campeonato Europeo |
| Año                | Lugar              | Medalla            | Clase              |
| ------------------ | ------------------ | ------------------ | ------------------ |
| 2006               | Balatón (Hungría)  | Medalla de bronce  | Soling             |
| 2009               | Iseo (Italia)      | Medalla de plata   | Soling             |